# Santa Brigida (Lombardei)

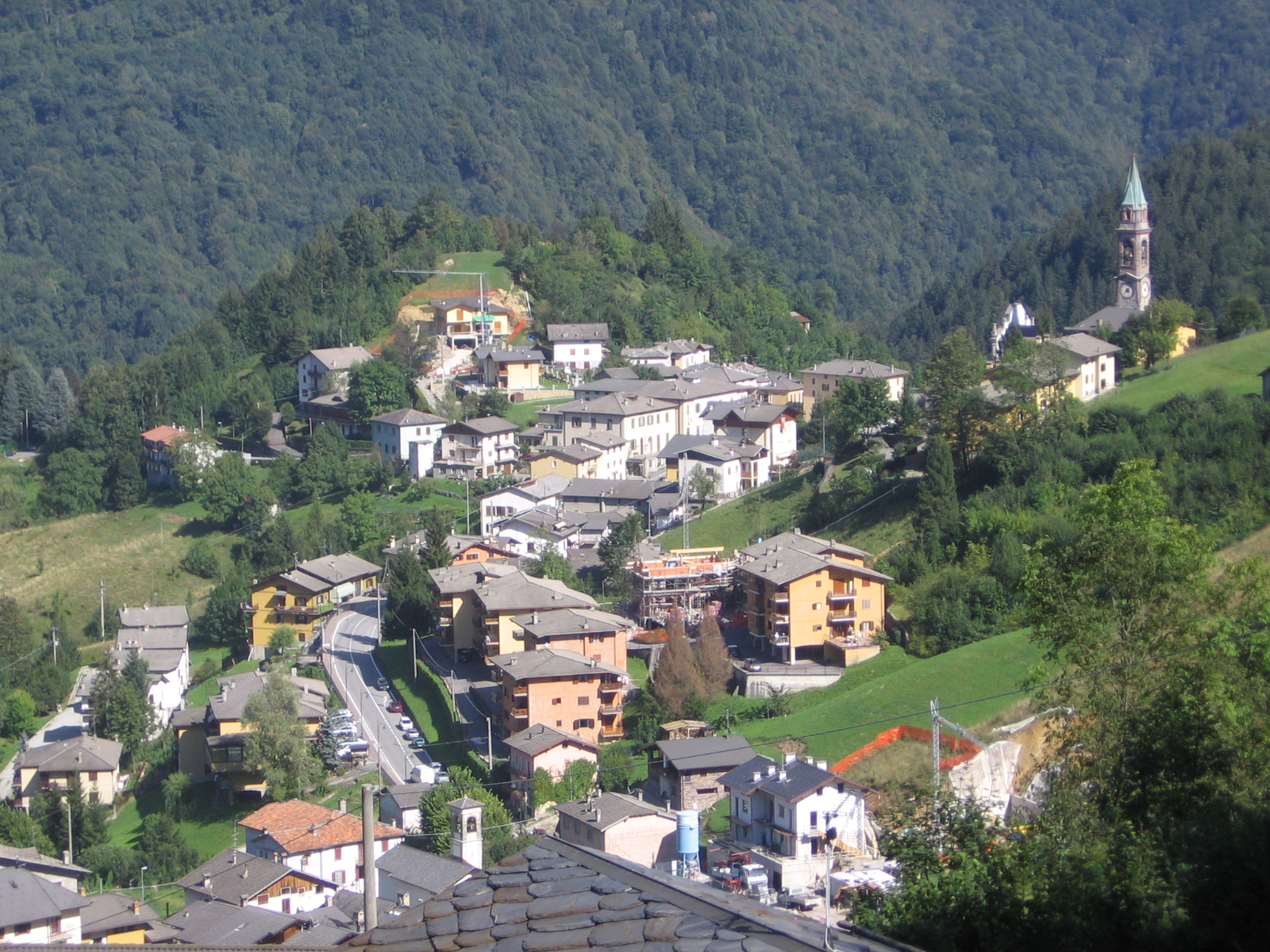
Panorama von Santa Brigida

Santa Brigida ist eine norditalienische Gemeinde (comune) mit 516 Einwohnern (Stand 31. Dezember 2023) in der Provinz Bergamo in der Lombardei. Verwaltungssitz der Gemeinde ist das gleichnamige Bergdorf in den Bergamasker Alpen. Das Gemeindegebiet grenzt nördlich an die Gemeinde Gerola Alta in der Provinz Sondrio.
Von der Provinzhauptstadt Bergamo ist Santa Brigida in nördlicher Richtung etwa 48 Kilometer entfernt.
Der Ort ist urkundlich nachgewiesen seit 917. Heute lebt die Gemeinde in erster Linie vom Tourismus.